# Сен (кантон)
Сен (фр. Seyne) — кантон во Франции, находится в регионе Прованс — Альпы — Лазурный Берег, департамент Альпы Верхнего Прованса. Входит в состав округа Динь-ле-Бен.
Код INSEE кантона — 0426. Всего в кантон Сен входит 8 коммун, из них главной коммуной является Сен.

## Коммуны кантона
| Коммуна           | Население, чел. (2006) | Почтовый индекс | Код INSEE |
| ----------------- | ---------------------- | --------------- | --------- |
| Барль             | 144                    | 04140           | 04020     |
| Вердаш            | 63                     | 04140           | 04235     |
| Ле-Верне          | 131                    | 04140           | 04237     |
| Монклар           | 454                    | 04140           | 04126     |
| Озе               | 82                     | 04140           | 04017     |
| Сен               | 1 426                  | 04140           | 04205     |
| Селонне           | 424                    | 04140           | 04203     |
| Сен-Мартен-ле-Сен | 19                     | 04140           | 04191     |

## Население
Население кантона на 2007 год составляло 2 750 человек.
| 1962  | 1968  | 1975  | 1982  | 1990  | 1999  | 2006  | 2007  | 2008 |
| ----- | ----- | ----- | ----- | ----- | ----- | ----- | ----- | ---- |
| 2 001 | 2 227 | 2 092 | 2 135 | 2 243 | 2 618 | 2 743 | 2 750 | —    |